# Robert Maschio
Robert Maschio est un acteur américain né le 25 août 1966 à New York, État de New York, (États-Unis). Il est notamment connu pour jouer le rôle du docteur Todd Quinlan dans la série télévisée américaine Scrubs.

## Filmographie sélective
| Série              | Année(s)     | Rôle                 | Épisode(s)                              |
| ------------------ | ------------ | -------------------- | --------------------------------------- |
| Spin City          | 1996 et 2001 | Officier Carney      | "The Perfect Dorm", "Dog Day Afternoon" |
| Scrubs             | 2001 - 2010  | Docteur Todd Quinlan | 156 épisodes                            |
| Veronica Mars      | 2005         |                      | Épisode 10 de la saison 2               |
| Cuts               | 2005         | Tommy                | "Analyze What"                          |
| As the World Turns | 2006         | Louis Browning       | 16 épisodes                             |
| Hollywoo           | 2011         | Goldman              |                                         |